# Wipaśjin
Wipaśjin (sanskryt: vipaśyin; ang. Vipashyin,  język japoński: Bibashi) – według tradycji buddyzmu pierwsza emanacja buddy.
Wipaśjin był pierwszy z buddów historycznych według buddyzmu mahajany.
Buddowie "liczni jak ziarnka piasku w Gangesie" pojawiali się przed narodzinami Buddy Siakjamuniego (buddy naszych czasów) w poprzednich eonach.
Wipaśjin siedział w medytacji 100 000 lat, dopóki nie uświadomił sobie swojego lęku przed oświeceniem (a był oświecony).
Jest przedstawiany z mudrą (gestem dłoni) odpędzania lęku (wzniesiona lewa dłoń otwarta na zewnątrz). Rzadko spotykany w ikonografii. Wymieniany na początku linii buddów i patriarchów w śpiewach wszystkich szkół zen, mahajany i wadżrajany